# 天下茶屋跡

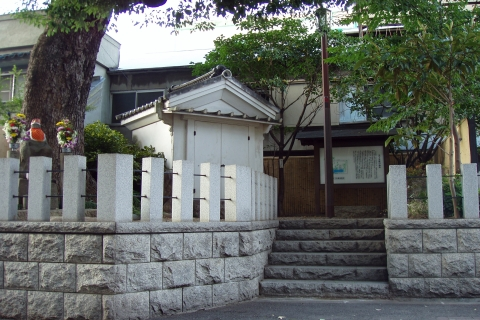
天下茶屋跡

天下茶屋跡（てんがちゃやあと）は、大阪府大阪市西成区にある遺跡。大阪市顕彰史跡。

## 概要
当地にあった芽木家の跡の一部である。
当地の東には天神ノ森天満宮があり武野紹鴎にちなんで紹鴎の森とも呼ばれていた。天正年間に、楠木正行十世孫と称する芽木小兵衛光立がその西側を開いて茶店を出したと伝えられる。3代目芽木小兵衛・昌立のとき、豊臣秀吉が住吉大社または堺に行く途中に立ち寄り、随行の千利休に茶店の泉水を汲んで茶を点てさせたところ、味の良さから泉に「恵の水」の銘と芽木家に年三十俵の朱印を与えたという故事があり、そこから殿下茶屋・天下茶屋と呼ばれるようになったという
。
約5000平方メートルの敷地に屋敷や茶室・井戸・池などを備えていたといい、江戸時代にはこの屋敷に紀州藩主をはじめとした諸大名も宿泊したと伝えられる。しかし1945年の大阪大空襲で焼失し、現在は敷地の大半はマンションや住宅になっている。大阪市は芽木家から敷地の北西一角と土蔵の寄付を受け、顕彰史跡天下茶屋跡として整備した。

## 所在地
- 大阪市西成区岸里東2-10-9

## 交通
- 阪堺電気軌道阪堺線 天神ノ森停留場 西へ約130m。
- 南海本線・南海高野線 岸里玉出駅 岸里口から東へ約250m。